# 鮫島國三
鮫島 國三（さめじま くにぞう、1907年（明治40年）3月8日 - 1990年（平成2年）6月17日）は、日本の中国古典文学者（文字学専攻）で、久留米大学名誉教授。書家としても「春岳」の号で多くの作品を残した。

## 来歴
鹿児島県内（現・薩摩川内市）に生まれる。幼少時に両親に連れられて中国に移住した。
1930年（昭和5年)に中華民国の 南開大学（中国古典文学、文字学専攻）を卒業した。1944年（昭和19年）に満洲国の新京特別市にあった新京法政大学（日本の法政大学とは無関係）の教授となる。
日本の敗戦後に中国から引き揚げ、1952年（昭和27年)　に久留米大学教授に就任した。久留米大学では1971年（昭和46年）に商学部長となる。翌年、退職して名誉教授となる。この間、北九州大学でも中国語学講師を務めた。
1981年（昭和56年)　、福岡日中文化センターの創設とともに初代所長に就任した。就任時には「出発はささやかであっても、末広がりに必ず大きくなる」と述べ、「漢詩を楽しむ会」の講師も務めた。
1990年6月17日、久留米市の自宅で死没（満83歳没）。
※この来歴は著書『春岳 鮫島國三作品集』（福岡日中文化センター発行）から取った。

## 人物

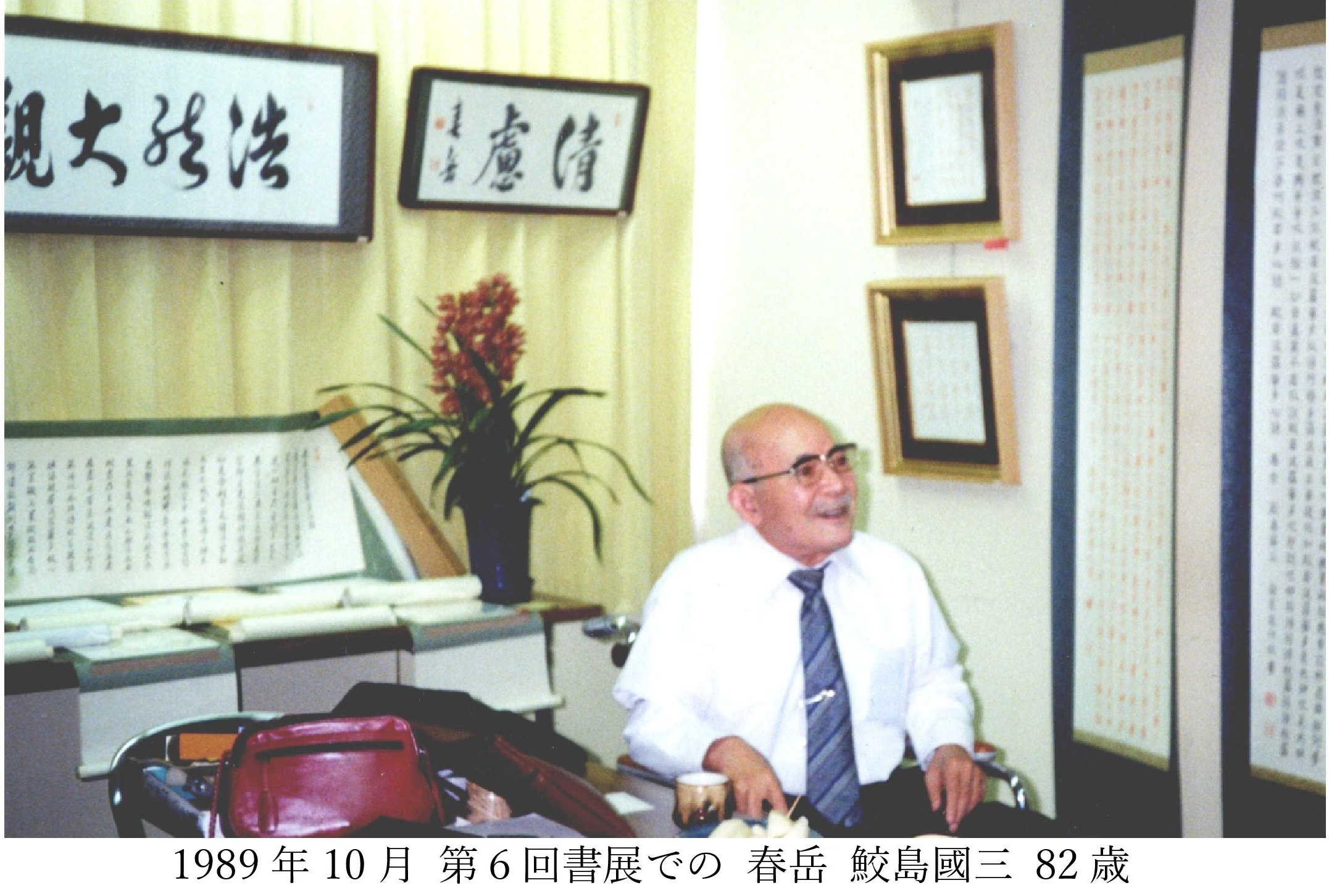
書展開催中の鮫島國三

中国で学んだ中国語は流暢だった。書は甲骨文字・篆書・行書・楷書を好み、水墨画にも堪能であった。中国古典文や漢詩に造詣が深く、酒を好み揮毫を好むところから「福岡の李白」という愛称も付けられ、頼まれれば「春岳」の号で短冊、色紙、軸物、横額などに腕をふるった。
中華人民共和国首相を務めた周恩来とは同じ南開大学の出身のため、親交もあったという。

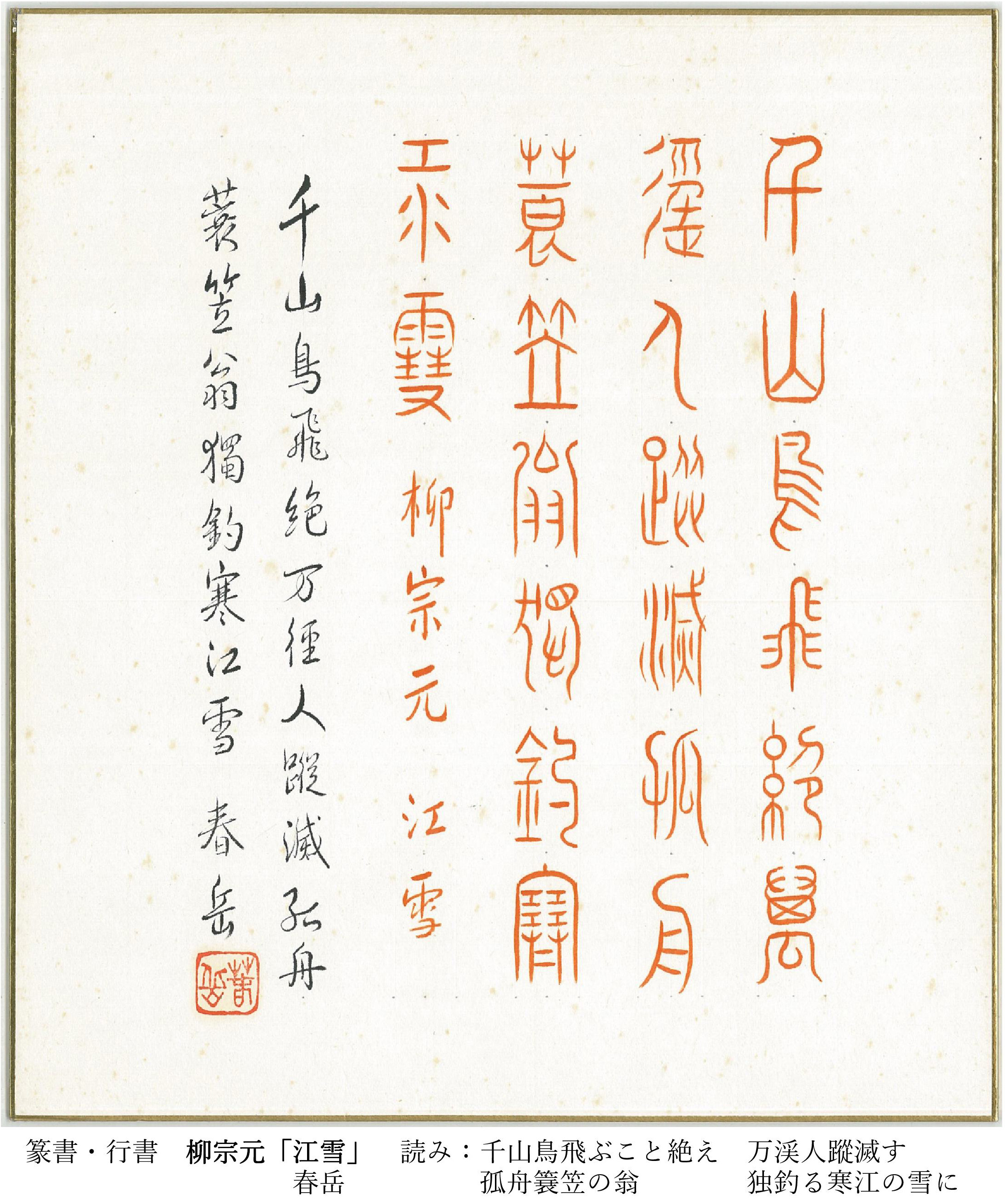
鮫島國三 篆書・行書
柳宗元「江雪」

## 主な著書
- 『官署用会話読本註釈書』（嘉村満雄との共著）満州有斐閣、1942年
- 『日文華訳法』（共著）満州有斐閣、1943年
- 『中国語読本』満州有斐閣
- 『春聯考』日中友好協会福岡県連合会、1958年
- 『春岳 鮫島國三作品集』福岡日中文化センター、1984年